# Suoidea
Suoidea — надродина свиновидих, яка є кладою парнопалих ссавців.
Списки родин згідно з базою даних палеобіології:
- †Doliochoeridae
- †Sanitheriidae
- Suidae
- Tayassuidae